# Chiesa dei Santi Pio e Antonio
La chiesa dei Santi Pio e Antonio è la parrocchiale di Anzio, in città metropolitana di Roma Capitale e sede suburbicaria di Albano; è capo della vicaria di Anzio.

## Storia
Verso la metà del XIX secolo, con la costruzione del nuovo paese di Anzio, papa Pio IX affidò all'architetto Gaetano Morichini il compito di disegnare la parrocchiale del borgo.
Così, la prima pietra dell'erigenda chiesa venne posta nel 1851; l'edificio, in stile neoclassico, venne portato a termine nel 1856 e consacrato nel 1885, per poi essere completamente restaurato nel 1919.La Chiesa Madre di Anzio Ss Pio e Antonio ha il titolo di Arcipretura e la cura è affidata ai Frati Francescani Minori Conventuali sin dalla sua fondazione, Frati già presenti in Anzio presso la Capella dedicata a Sant'Antonio di Padova fatta costruire da papa Innocenzo XII nel 1697

## Descrizione

### Esterno
La facciata della chiesa è a salienti ed è suddivisa in due ordini; quello inferiore è anticipato dal pronao tetrastilo con colonne tuscaniche che sorreggono la trabeazione recante la scritta "Divis Pio et Antonio Dicatum" e il timpano triangolare, mentre quello superiore è caratterizzato da una finestra di forma semicircolare e coronato dal frontone, nel quale è inserito lo stemma di papa Pio IX. 
La torre campanaria è posta in posizione arretrata, adiacente alla struttura, sul suo lato sinistro.

### Interno
L'aula è a tre navate, sulle quali si affacciano due cappelle laterali dedicate alla Vergine Immacolata e a sant'Antonio. 
Qui sono conservate opere di pregio come la pala raffigurante San Pio V mentre ha la visione di San Michele Arcangelo che gli mostra la vittoriosa battaglia di Lepanto, dipinta da Casimiro Brugnone De Rossi nel 1856, e la tela raffigurante Sant'Antonio che predica ai pesci, realizzata nel 1856 dal romano Marcello Sozzi.